# Erytrit
Erytrit är ett kristallvattenhaltigt koboltarsenat. Det kallas även erytrin eller koboltblomma. Erytrit är ett mindre betydelsefullt malmmineral som bildas genom vittring av sulfider som innehåller kobolt som till exempel koboltglans. 

## Etymologi
Mineralets namn kommer från gammalgrekiskans έρυθρος (erythros), som betyder röd.

## Egenskaper
Mineralet är genomsynligt till genomskinligt. Ofta bildar det ett beslag medan välutbildade kristaller är sällsynta. Det bildar en komplett serie med nikelmineralet annabergit och även en serie med magnesiummineralet hörnesit.

## Förekomst
Erytrit förekommer på många ställen men sällan i betydande mängd,
Man kan hitta erytrit vid Atlasbergen i Marocko. I Sverige förekommer erytrit  vid en del koboltfyndigheter såsom Los i Hälsingland, Gladhammargruvan i Småland, Tunabergs gruva i Södermanland och i Västmanland i Bastnäsfältet vid brott nr 186.